# Vendredi 13, chapitre V : Une nouvelle terreur
Série Vendredi 13
Chapitre final
(1984) Chapitre VI : Jason le mort-vivant
(1986)
Pour plus de détails, voir Fiche technique et Distribution.
Vendredi 13, chapitre V : Une nouvelle terreur (Friday the 13th Part V: A New Beginning) est un film d'horreur américain réalisé par Danny Steinmann, sorti en 1985. Ce film est le cinquième opus de la saga Vendredi 13.
Six ans après le film précédent, le jeune Tommy Jarvis qui a tué Jason a maintenant 18 ans et vit dans une maison de repos pour jeunes handicapés mentaux. Après la mort atroce d'un jeune handicapé tué à coup de hache, voilà qu'une série de meurtres atroces recommence, hanté par des visions de Jason, Tommy fait une nouvelle fois face au tueur au masque de hockey, mais, est-ce vraiment le véritable tueur ?

## Synopsis
Le jeune Tommy Jarvis se promène dans les bois, une nuit pluvieuse, et tombe sur un cimetière. Deux pilleurs de tombes, Neil et Les, déterrent le cadavre de Jason Voorhees. Jason se lève de la tombe et tue Neil et Les avant d'avancer vers Tommy. Cette scène du cimetière se révèle être juste un cauchemar, car Tommy adolescent se réveille à l'arrière d'une camionnette. Tommy a été placé dans différentes institutions psychiatriques après avoir tué le meurtrier Jason Voorhees, six ans plus tôt, qui l'a attaqué avec sa sœur, Trish, et tué leur mère. Tommy a des hallucinations du tueur au masque de hockey. Il arrive à une maison isolée pour adolescents en difficulté dans les bois, appelée Pinehurst Halfway House. La maison est celle du Dr Matt et Tommy monte dans sa chambre avec Pam Roberts. Il y rencontre un jeune garçon, Reggie, dont le grand-père George travaille comme cuisinier du camp. Les autres ados à la maison sont les amoureux Tina et Eddie, Robin, une fille dénommée Violet, et un enfant timide et bégayant nommé Jake.
Joey, un adolescent à la maison de transition, est tué d'un coup de hache dans la tête par Vic, qui devient momentanément fou, et se fait arrêter par la police. Un ambulancier et un autre médecin, Roy Burns, sont attristés par sa mort. Deux personnes vivant près de la maison de transition, Ethel Hubbard et son fils Junior, menacent de fermer l'endroit si les adolescents ne cessent pas de se rendre dans leur propriété. Cette nuit-là, deux jeunes gens, Vinnie et Pete, sont assassinés après que leur voiture est tombée en panne. La nuit suivante, Billy attend sa petite amie, Lana, pour terminer son travail dans un restaurant et se fait tuer. Un peu plus tard Lana sort du restaurant pour le rejoindre et est également assassinée. Le meurtrier, qui erre dans les bois, va reprendre ses meurtres. Le lendemain, Tina et Eddie s'en vont dans les bois pour avoir des relations sexuelles. L'ouvrier agricole d'Ethel, Raymond, est poignardé dans le ventre alors qu'il espionnait les deux amoureux. Tandis qu'Eddie va se baigner dans le ruisseau, Tina est assassinée hors champ avec une paire de cisailles. Eddie est ensuite tué à son tour les paupières écrasées par une ceinture enroulée autour de ses yeux avec un noeud coulant attaché à un arbre. Pam, Tommy et Reggie vont dans un parc à proximité pour voir le frère de Reggie, Demon et sa petite amie, Anita. Tommy se retrouve alors à combattre Junior qui l'a provoqué avec une agression sans raison et alors Tommy s'enfuit, forçant Pam et Reggie à partir. Pam laisse Reggie seul à la maison de transition, puis part chercher Tommy. Demon et Anita sont assassinés, Anita se fait trancher la gorge en s'amusant à faire peur à Demon pour le taquiner, tandis que Demon se fait transpercer par un barre de fer alors qu'il s'était caché dans les toilettes. Junior retourne à la Maison Hubbard, criant à Ethel ce que Tommy lui a fait, mais le meurtrier les tue tous les deux, Junior en lui tranchant la tête avec un hachoir et Ethel se fait poignarder au crâne avec le hachoir, alors qu'elle préparait le repas du soir pour Junior. 
Reggie s'endort et le tueur tue rapidement Jake, Robin et Violet. Reggie se réveille et découvre les cadavres. Pam arrive et découvre aussi les corps. Ils essaient de s'enfuir, mais rencontrent le tueur, qui ne semble être nul autre que Jason Voorhees. Pam et Reggie fuient la maison, mais sont séparés dans les bois. Pam trouve les corps sans vie de Matt et George. Leur fuite les conduit finalement à la grange où Reggie charge Jason avec un bulldozer. Jason se relève et les attaque à l'intérieur de la grange. Pam pourfend à moitié Jason avec une tronçonneuse et se retire en hauteur avec Reggie. Tommy apparaît et pense que la vision de Jason devant lui est une hallucination. Il se fait blesser à la poitrine par Jason. Toujours en vie, Tommy réagit et poignarde Jason à la jambe. Jason arrive dans le grenier et trouve Pam et Reggie, mais Reggie parvient à le pousser hors de la grange. Jason remonte et essaie de faire tomber Reggie du grenier, mais Tommy rassemble assez de force pour s'emparer de la machette de Jason, et l'envoyant s'empaler sur un équipement agricole. Le masque et le visage de prothèse sont retirés pour révéler que Roy était le responsable de toute cette tuerie.
À l'hôpital, il est expliqué que Joey était le fils de Roy, et sa mort a conduit Roy (d'un naturel calme et solitaire) à la folie, le faisant s'habiller comme Jason pour entamer une série de meurtres en le prenant comme modèle. Pam veille sur Tommy, qui est endormi, mais Tommy la poignarde soudain avec un couteau. Il s'avère que cette dernière scène n'est encore qu'un cauchemar de Tommy et Pam arrive, seulement pour voir la fenêtre brisée tandis que Tommy se tient derrière elle en brandissant un couteau et portant un masque de hockey.

## Fiche technique
- Titre original : Friday the 13th Part V: A New Beginning
- Titre français : Vendredi 13, chapitre V : Une nouvelle terreur
- Réalisation : Danny Steinmann
- Scénario : David Cohen, Danny Steinmann et Martin Kitrosser d'après une histoire de  Martin Kitrosser et David Cohen
- Décors : Robert Howland
- Costumes : Camile Schroeder
- Photographie : Stephen L. Posey
- Effets spéciaux : Reel Efx
- Son : Mark Ulano
- Montage : Bruce Green
- Musique : Harry Manfredini
- Production : Timothy Silver
  - Production exécutive : Frank Mancuso Jr.
- Sociétés de production : Paramount Pictures, Georgetown Productions Inc. et Terror Inc.
- Pays :  États-Unis
- Langue : anglais
- Budget : 2,2 millions de $
- Format : Couleurs (Metrocolor) - 35 mm - 1,85:1 - son mono
- Genre : horreur, slasher
- Durée : 92 minutes
- Dates de sortie :
  - États-Unis : 22 mars 1985
  - France : 31 juillet 1985
- Classification : Interdit aux moins de 16 ans lors de sa sortie en France.

## Distribution
- Melanie Kinnaman (en) (VF : Céline Monsarrat) : Pam Roberts
- John Shepherd (en) : Tommy Jarvis (à 18 ans)
- Shavar Ross (VF : Damien Boisseau) : Reggie
- Richard Young (VF : Pierre Jolivet) : Matt
- Marco St. John : shérif Tucker
- Juliette Cummins (VF : Marie-Laure Beneston) : Robin
- Carol Locatell (VF : Béatrice Delfe) : Ethel Hubbard
- Vernon Washington (VF : Robert Liensol) : George
- John Robert Dixon : Eddie
- Tiffany Helm : Violet
- Jerry Pavlon (VF : Thierry Bourdon) : Jake
- Caskey Swaim : Duke
- Mark Venturini : Vic
- Anthony Barrile (VF : William Coryn) : Vinnie
- Corey Parker (VF : Gilles Laurent) : Pete
- Dominick Brascia : Joey Burns
- Richard Lineback (VF : William Coryn) : officier Dodd
- Corey Feldman : Tommy Jarvis (à 12 ans)
- Tom Morga : Jason Voorhees
- Dick Wieand : Roy Burns/Pseudo Jason Voorhees
- Bob DeSimone : Billy
- Jere Fields (VF : Maïk Darah) : Anita
- Ric Mancini (VF : Jacques Deschamps) : le maire Cobb
- Miguel A. Núñez Jr. (VF : Michel Mella) : Demon
- Rebecca Wood (VF : Sylvie Feit) : Lana
- Ron Sloan (VF : Gérard Croce) : Junior Hubbard
- Sonny Shields : Raymond
- Debi Sue Voorhees (VF : Isabelle Ganz) : Tina

## Accueil et critique

### Box-office
| Pays                           | Box-office      | Nbre de sem. | Classement TLT | Date  |
| Box-office États-Unis / Canada | 21.930.418 $    | ? sem.       | 1.973e         | Total |
| Box-office France              | 176 873 entrées | ? sem.       |                | Total |

### Distinctions

#### Nominations
- Satellite Awards 2005 : Meilleur bonus DVD
- Saturn Awards 2014 : Meilleure collection DVD

## Autour du film
- Dans ce volet, le tueur n'est pas Jason Voorhees mais l'ambulancier. Il s'agit du second film de la saga où Jason n'est pas le meurtrier. Joey, le fils de Roy, est tué par un de ses compagnons de la maison de repos. Roy, venant sur les lieux du massacre et découvrant son fils, décide de se venger en se déguisant en Jason et en reproduisant son mode opératoire. L'ironie veut que toutes les victimes n'ont aucune implication dans le meurtre de son fils.
- Ce cinquième chapitre, comme ses prédécesseurs, a été lourdement censuré. Surtout la scène de la décapitation de Junior, où, à l'origine, sa tête rebondissait cinq fois de suite sur le sol : finalement, à cause de la MPAA, elle ne rebondit qu'une seule fois.
- Tom Morga qui joue Jason, a fait une brève apparition dans le costume de Michael Myers dans Halloween 4 mais son nom n'est pas crédité au générique.